# Франкове (заповідне урочище)
Франко́ве — лісове заповідне урочище в Україні. Розташоване в межах Сарненського району Рівненської області, на південь від села Дерть.
Площа 19,3 га. Статус присвоєно згідно з рішенням Рівненського облвиконкому № 33 від 28.02.1995 року. Перебуває у віданні ДП «Остківський лісгосп» (Кисорицьке л-во, кв. 23, вид. 17-20; кв. 24, вид. 16).
Статус присвоєно для збереження частини лісового масиву з цінними насадженнями дуба і сосни.